# Sun (песня Two Door Cinema Club)
«Sun» (с англ. — «солнце») — песня северо-ирландской инди-рок-группы Two Door Cinema Club. Выпущена в качестве второго сингла 16 ноября 2012 года на лейбле Maison Kitsuné. Клип на песню был выпущен 11 октября 2012 года.

## Список композиций
- iTunes EP — ремиксы[2]

1. «Sun» — 3:07
2. «Sun (Fred Falke[англ.] Remix)» — 6:34
3. «Sun (Gildas Kitsuné Club Night Remix)» — 4:07
4. «Sun (Alex Metric Remix)» — 5:17

## Участники записи
- Алекс Тримбл (Alex Trimble) — вокал, ударные, гитара, перкуссия, фортепиано, сведения, синтезатор.
- Кевин Бейрд (Kevin Baird) — бас, синтезатор, бэк-вокал.
- Сэм Халлидей (Sam Halliday) — соло-гитара, синтезатор, бэк-вокал.

## Чарты
| Чарт (2012)                                | Максимальная позиция |
| ------------------------------------------ | -------------------- |
| ARIA                                       | 100                  |
| Бельгия/Фландрия (Ultratip Bubbling Under) | 46                   |
| Франция (SNEP)                             | 74                   |
| Ирландия (IRMA)                            | 59                   |
| UK Singles Chart                           | 66                   |

## Дата выпуска
| Регион         | Дата           | Лейбл   | Формат                     |
| -------------- | -------------- | ------- | -------------------------- |
| Бельгия        | 16 ноября 2012 | Kitsuné | Цифровое скачивание музыки |
| Франция        | 16 ноября 2012 | Kitsuné | Цифровое скачивание музыки |
| Германия       | 16 ноября 2012 | Kitsuné | Цифровое скачивание музыки |
| Ирландия       | 16 ноября 2012 | Kitsuné | Цифровое скачивание музыки |
| Великобритания | 16 ноября 2012 | Kitsuné | Цифровое скачивание музыки |